# 196
Il 196 (CXCVI in numeri romani) è un anno bisestile del II secolo.

## Eventi
Cina - l'imperatore minorenne Xian ritorna a Luoyang, distrutta dalla guerra civile, e cerca la protezione del signore della guerra Cáo Cāo; questi trasferisce l'imperatore nella nuova capitale Xuchang dove detiene il controllo della Cina settentrionale.

## Morti
- Policrate di Efeso, vescovo greco antico

## Calendario
| Calendario 196 | Calendario 196 | Calendario 196 | Calendario 196 | Calendario 196 | Calendario 196 | Calendario 196 | Calendario 196 | Calendario 196 | Calendario 196 | Calendario 196 | Calendario 196 | Calendario 196 | Calendario 196 | Calendario 196 | Calendario 196 | Calendario 196 | Calendario 196 | Calendario 196 | Calendario 196 | Calendario 196 | Calendario 196 | Calendario 196 | Calendario 196 | Calendario 196 | Calendario 196 | Calendario 196 | Calendario 196 | Calendario 196 | Calendario 196 | Calendario 196 | Calendario 196 | Calendario 196 |
| -------------- | -------------- | -------------- | -------------- | -------------- | -------------- | -------------- | -------------- | -------------- | -------------- | -------------- | -------------- | -------------- | -------------- | -------------- | -------------- | -------------- | -------------- | -------------- | -------------- | -------------- | -------------- | -------------- | -------------- | -------------- | -------------- | -------------- | -------------- | -------------- | -------------- | -------------- | -------------- | -------------- |
|                | 1              | 2              | 3              | 4              | 5              | 6              | 7              | 8              | 9              | 10             | 11             | 12             | 13             | 14             | 15             | 16             | 17             | 18             | 19             | 20             | 21             | 22             | 23             | 24             | 25             | 26             | 27             | 28             | 29             | 30             | 31             |                |
| Gennaio        | Gi             | Ve             | Sa             | Do             | Lu             | Ma             | Me             | Gi             | Ve             | Sa             | Do             | Lu             | Ma             | Me             | Gi             | Ve             | Sa             | Do             | Lu             | Ma             | Me             | Gi             | Ve             | Sa             | Do             | Lu             | Ma             | Me             | Gi             | Ve             | Sa             |                |
| Febbraio       | Do             | Lu             | Ma             | Me             | Gi             | Ve             | Sa             | Do             | Lu             | Ma             | Me             | Gi             | Ve             | Sa             | Do             | Lu             | Ma             | Me             | Gi             | Ve             | Sa             | Do             | Lu             | Ma             | Me             | Gi             | Ve             | Sa             | Do             |                |                |                |
| Marzo          | Lu             | Ma             | Me             | Gi             | Ve             | Sa             | Do             | Lu             | Ma             | Me             | Gi             | Ve             | Sa             | Do             | Lu             | Ma             | Me             | Gi             | Ve             | Sa             | Do             | Lu             | Ma             | Me             | Gi             | Ve             | Sa             | Do             | Lu             | Ma             | Me             |                |
| Aprile         | Gi             | Ve             | Sa             | Do             | Lu             | Ma             | Me             | Gi             | Ve             | Sa             | Do             | Lu             | Ma             | Me             | Gi             | Ve             | Sa             | Do             | Lu             | Ma             | Me             | Gi             | Ve             | Sa             | Do             | Lu             | Ma             | Me             | Gi             | Ve             |                |                |
| Maggio         | Sa             | Do             | Lu             | Ma             | Me             | Gi             | Ve             | Sa             | Do             | Lu             | Ma             | Me             | Gi             | Ve             | Sa             | Do             | Lu             | Ma             | Me             | Gi             | Ve             | Sa             | Do             | Lu             | Ma             | Me             | Gi             | Ve             | Sa             | Do             | Lu             |                |
| Giugno         | Ma             | Me             | Gi             | Ve             | Sa             | Do             | Lu             | Ma             | Me             | Gi             | Ve             | Sa             | Do             | Lu             | Ma             | Me             | Gi             | Ve             | Sa             | Do             | Lu             | Ma             | Me             | Gi             | Ve             | Sa             | Do             | Lu             | Ma             | Me             |                |                |
| Luglio         | Gi             | Ve             | Sa             | Do             | Lu             | Ma             | Me             | Gi             | Ve             | Sa             | Do             | Lu             | Ma             | Me             | Gi             | Ve             | Sa             | Do             | Lu             | Ma             | Me             | Gi             | Ve             | Sa             | Do             | Lu             | Ma             | Me             | Gi             | Ve             | Sa             |                |
| Agosto         | Do             | Lu             | Ma             | Me             | Gi             | Ve             | Sa             | Do             | Lu             | Ma             | Me             | Gi             | Ve             | Sa             | Do             | Lu             | Ma             | Me             | Gi             | Ve             | Sa             | Do             | Lu             | Ma             | Me             | Gi             | Ve             | Sa             | Do             | Lu             | Ma             |                |
| Settembre      | Me             | Gi             | Ve             | Sa             | Do             | Lu             | Ma             | Me             | Gi             | Ve             | Sa             | Do             | Lu             | Ma             | Me             | Gi             | Ve             | Sa             | Do             | Lu             | Ma             | Me             | Gi             | Ve             | Sa             | Do             | Lu             | Ma             | Me             | Gi             |                |                |
| Ottobre        | Ve             | Sa             | Do             | Lu             | Ma             | Me             | Gi             | Ve             | Sa             | Do             | Lu             | Ma             | Me             | Gi             | Ve             | Sa             | Do             | Lu             | Ma             | Me             | Gi             | Ve             | Sa             | Do             | Lu             | Ma             | Me             | Gi             | Ve             | Sa             | Do             |                |
| Novembre       | Lu             | Ma             | Me             | Gi             | Ve             | Sa             | Do             | Lu             | Ma             | Me             | Gi             | Ve             | Sa             | Do             | Lu             | Ma             | Me             | Gi             | Ve             | Sa             | Do             | Lu             | Ma             | Me             | Gi             | Ve             | Sa             | Do             | Lu             | Ma             |                |                |
| Dicembre       | Me             | Gi             | Ve             | Sa             | Do             | Lu             | Ma             | Me             | Gi             | Ve             | Sa             | Do             | Lu             | Ma             | Me             | Gi             | Ve             | Sa             | Do             | Lu             | Ma             | Me             | Gi             | Ve             | Sa             | Do             | Lu             | Ma             | Me             | Gi             | Ve             |                |